# Здание банка Standard Chartered (Гонконг)
Здание банка Standard Chartered (Standard Chartered Bank Building, 渣打銀行大廈) — 42-этажный гонконгский небоскрёб, расположенный в Центральном районе (с одной стороны к зданию примыкает башня банка HSBC, с другой — 9 Квинс-роуд-сентрал). Построен в 1990 году в стиле модернизма на месте старого 60-метрового 18-этажного здания Standard Chartered Bank (построено в 1959 году и снесено в 1987 году). Имеется подземный этаж и паркинг. Девелопером здания является Hang Lung Group, а основными арендаторами — Standard Chartered Bank (Hong Kong) и Hang Lung Properties, штаб-квартиры которых расположены в небоскрёбе.
|  |                                                                                                |  |
|  | Здание банка Standard Chartered и здание банка HSBC (фасады выходят на Des Voeux Road Central) |  |